# Дубровська Наталія Костянтинівна
Ната́лія Костянти́нівна Дубро́вська (нар.10 червня 1945, Одеса, Українська РСР — 10 березня 2015, Одеса, Україна) — українська акторка театру та кіно. Заслужена артистка України.

## Життєпис
Навчалася в Одеському театрально-художньому училищі. По закінченню, у 1966 році, одразу була прийнята до трупи Одеського академічного російського драматичного театру імені А. Іванова. У цьому театрі акторка й працювала усе своє життя. Також знімалася у художніх та телевізійних фільмах.
1981 року Наталія Дубровська отримала звання Заслуженої артистки Української РСР.
До останніх днів життя акторка вела активну творчу діяльність. У день своєї смерті також була на репетиції — працювала над роллю в спектаклі «Шість страв із однієї курки» (за п'єсою Ганни Слуцкі), що мав стати її бенефісом з нагоди 70-ліття.

## Творчість
| - Ролі в театрі - «Одруження», Микола Гоголь — Агафія Тихонівна (дипломна робота) - «На дні», Максим Горький — Настя (дипломна робота) - «Зикові», Максим Горький — Павла - «Пушкін в Одесі», Юрій Динов — графиня Воронцова - «Пеппі Довгапанчоха», Астрід Ліндгрен — Фрекен Роземблюм - «А зорі тут тихі», Борис Васильєв — Ліза Бричкіна - «Красень чоловік», Олександр Островський — Зоя Окайомова - «Цар Федір Іоанович», Олексій Толстой — Цариця Ірина Федорівна - «Гедда Ґаблер», Генрік Ібсен — Гедда Ґаблер - «Мільйонерка», Бернард Шоу — мільйонерка Єпіфанія - «Тихий Дон», Михайло Шолохов — Аксінья - «Зикові», Максим Горький — Софія - «Три сестри», Антон Чехов — Ольга - «Чайка», Антон Чехов — Поліна Андріївна - «Банкрут», Олександр Островський — сваха - «Діти Арбата», Анатолій Рибаков — мати - «ТБЕЖ (Товариство Белградських Емансипованих Жінок)», Бранислав Нушич — пані Спасіч - «Ревізор», Микола Гоголь — Ганна Андріївна - «Макбет», Вільям Шекспір — леді Макбет - «Річард III», Вільям Шекспір — герцогиня Йоркська - «Дядя Ваня», Антон Чехов — няня Марина - «Остання зупинка», Еріх Марія Ремарк — Ганна Вальтер - «Капітани піску», Жоржі Амаду — сеньйорита Ванда - «Непристойна назва», Олександр Мардань — Анфіса - «П'ятеро», Володимир Жаботинський — Ганна Михайлівна Мільгром - «Двадцять хвилин з янголом або Бляха-муха», Віктор Шендерович — Васюта, Хроніда Іванівна - «Примха», Олександр Островський — Парасковія Антонівна - «Love story (Дуже проста історія)», Марія Ладо — Стара Кляча | - Ролі в кіно - 1976 — «Тимур і його команда» — гостя - 1982 — «Час для роздумів» — Люся - 1983 — «Я, син трудового народу» — мати Семена - 1987 — «Холодний березень» — епізодична роль - 1989 — «Астенічний синдром» — вчителька - 1994 — «Мсьє Робіна» — епізодична роль - 1994 — «Народжені згори» - 2003 — «Дружна сімейка» (22, 23 серії) - 2006 — Іван Подушкін. Джентльмен розшуку (1 сезон, 2 фільм) — Регіна Глебівна - 2007 — Олександрівський сад—2 — одеситка - 2007 — Ліквідація — епізодична роль - 2008 — Каблучка з бірюзою — мати Карташова - 2009 — Оженити Казанову — епізодична роль - 2011 — Мисливці за діамантами — Зося - 2014 — Курортна поліція — сусідка Клавдія Матвіївна - 2015 — Вибрана — епізодична роль - 2015 — Поділися щастям своїм — епізодична роль - 2015 — Щоб побачити веселку… — епізодична роль |

## Нагороди
- Заслужена артистка Української РСР (1981)